# Búðir

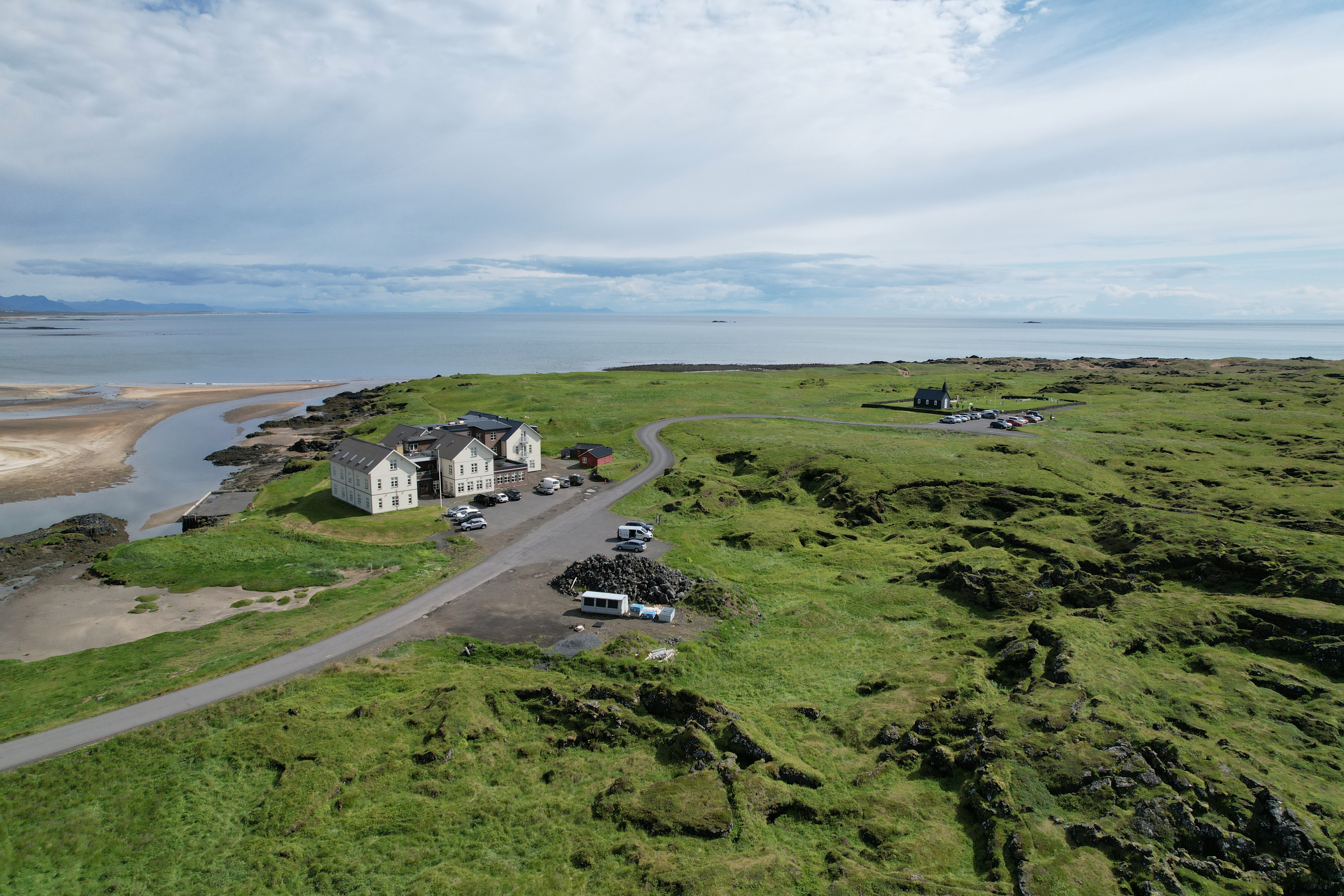
Búðir

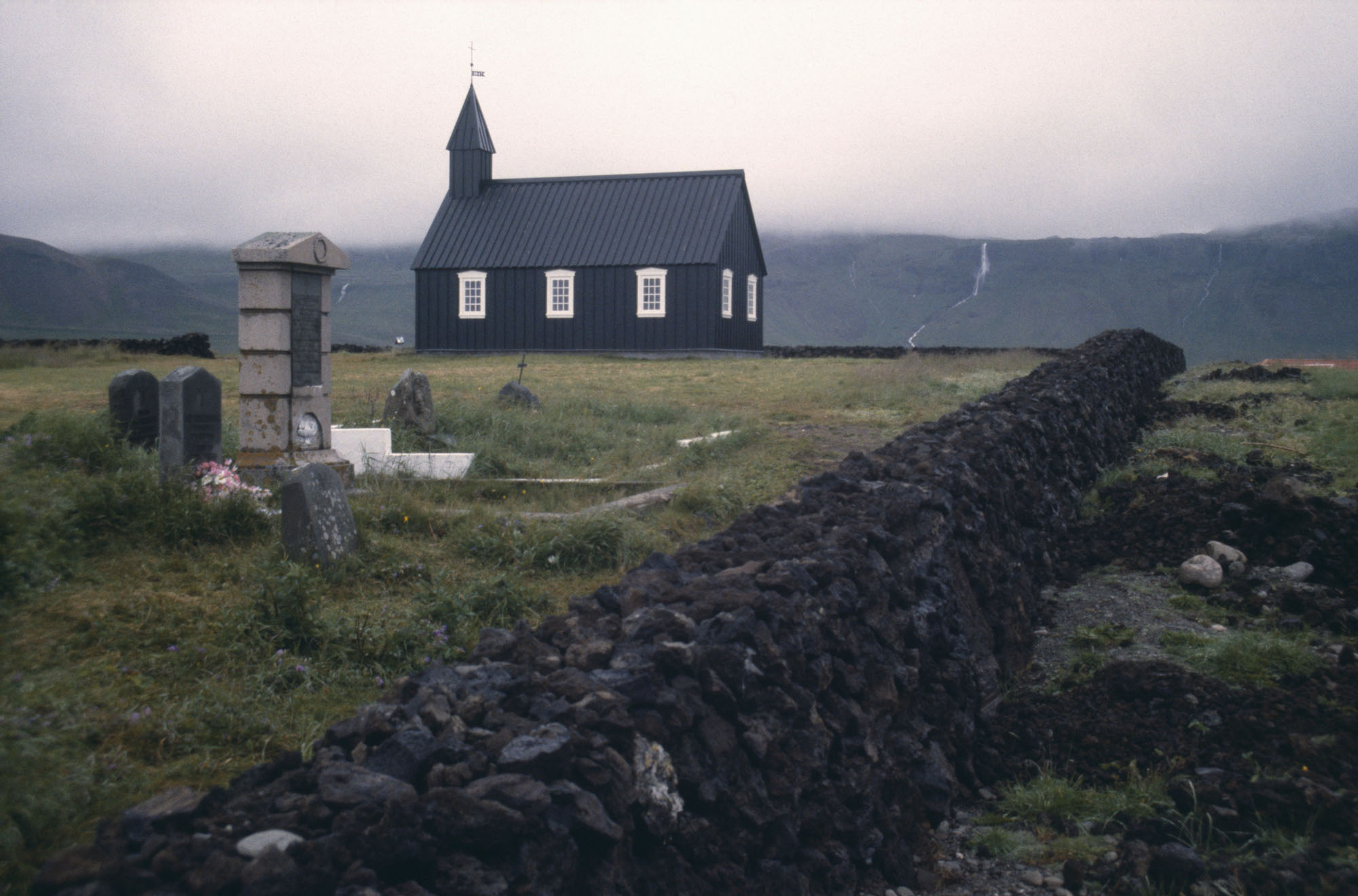
Die Kirche

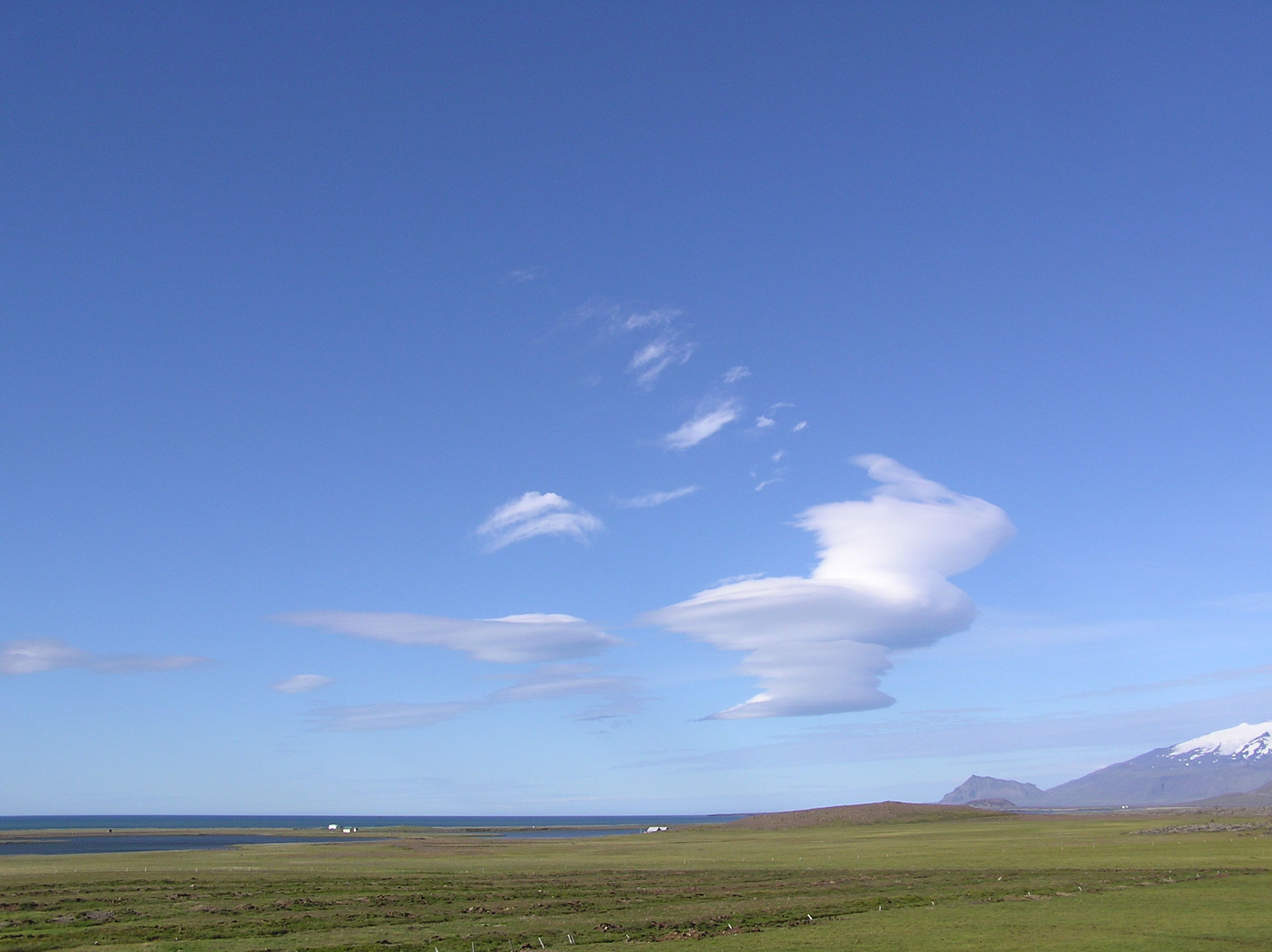
Lavafeld Búðahraun mit dem Krater Búðaklettur, re. im Mittelgrund

Búðir liegt auf der Südseite der Halbinsel Snæfellsnes in Island. Es handelt sich um einen Weiler, der heute nur noch aus einer Kirche und einem Hotel besteht, jedoch in der Vergangenheit eine wichtige Rolle als Handelsplatz spielte.

## Verkehrsanbindung
Der Weiler Búðir ist über den Búðarvegur 5723 zu erreichen.
Dieser zweigt vom Útnesvegur  ab, der um den westlichen Teil der Halbinsel führt.
Den größeren, östlichen Teil der Halbinsel Snæfellsnes erschließt der Snæfellsnesvegur , von dem der Útnesvegur abzweigt.

## Geschichte

### Handelsplatz
Über Jahrhunderte befand sich in Búðir ein sehr wichtiger Handelsplatz, der etwa bis 1930 Bestand hatte.
Dies passt in modernem Isländisch auch zum Namen des Ortes, der so viel wie Läden bedeuten würde.

#### Hraunhöfn
Schon in einer der Isländersagas, der Eyrbyggja saga, wird der Ort erwähnt, dort allerdings noch unter seinem alten Namen Hraunhafnarós oder Hraunhöfn. Dieser Name rührt daher, dass sich im benachbarten Lavafeld Búðahraun einige Einschnitte befanden, die als besonders günstige Landeplätze galten. Im Mittelalter fuhr man hier mit den Booten in diese kleinen Buchten und konnte die Boote hoch genug heraufziehen, so dass die Winterstürme sie nicht beschädigen konnten.

#### Winterfischer
Etwa 3 km vom heutigen Hotel entfernt liegt Frambúðir. Dort kann man noch heute zahlreiche Ruinen und Überreste früherer Gebäude erkennen. Die Spuren reichen bis ins 16. Jahrhundert zurück. Hier befanden sich Winterfischerdörfer und auch Handelsniederlassungen. Der Name Búðir weist auf die Winterfischerdörfer hin, die im Isländischen verbúðir heißen.

#### Dänische Handelsstation
Bis zur Reformation im 16. Jahrhundert gehörte das Land um Búðir dem Kloster Helgafell auf der Nordseite von Snæfellsnes.
Danach eignete sich der dänische König das Land an und vergab ab der Einrichtung des dänischen Handelsmonopols 1602 die Handelsrechte bis zum Ende des 18. Jahrhunderts an seine Kaufleute. Besonders ein Kaufmann von der schwedisch-dänischen Halbinsel Schonen, Bendt Lauridtsen, baute hier ein Handels- und Fischereizentrum auf. Am Ende des 16. Jahrhunderts lebten hier 100 Leute. Ein weiterer bedeutender Handelsherr und Fischereikönig der Gegend im 18. Jahrhundert war Jakob Einarsson.

#### Probleme am Ende des 18. Jahrhunderts
Am Ende des 18. Jahrhunderts litt auch Snæfellsnes sehr unter den Auswirkungen der Vulkanausbrüche von Laki. Hinzu kam eine bedeutende Sturmflut, die sogenannte Bátsendaflóð im Januar 1799. Danach verlegte man das Dorf weiter ins Inland an die Stelle, wo heute noch Gebäude stehen.

#### Im 19. Jahrhundert
Weiterhin wirkten hier reiche Kaufleute. Einer davon, Holger Clausen, ließ im Jahre 1836 gar ein Steinhaus errichten, eine für Island ungewöhnliche Bauweise zu der Zeit. Das Haus stand nach einigen Umbauten bis zum Jahre 2001, als es niederbrannte, und wurde zuletzt als Sommerhotel genutzt.

#### Im 20. Jahrhundert
Im Jahre 1906 erwarb Finnbógi G. Lárússon den Grund und führte das Geschäft weiter. Zudem unterhielt er einen Fischereibetrieb bis 1926 und eine große Landwirtschaft.
Danach übernahm der Staat das Gelände.
Das heutige Hotel Búðir wurde 2003 errichtet, lehnt sich aber in der Architektur an den Stil des alten Steinhauses an.

### Kirche
Die erste Kirche wurde in Búðir im Jahre 1703 von Kaufmann Bendt Lauridtsen errichtet mit Unterstützung von Bischof Jón Víðalín von Skálholt. Diese Kirche bestand bis ins Jahr 1816.
Eine neue Kirche wurde erst wieder 1848 am Ort gebaut. Sie wurde im 20. Jahrhundert renoviert und in einem Stück verlegt. Heute steht sie unter Denkmalschutz als eine der ältesten isländischen Holzkirchen.
In ihr befindet sich ein Flügelaltar von 1750 mit dem Bild des Letzten Abendmahles auf Holz gemalt.

## Lavafeld Búðahraun
Das Lavafeld liegt westlich von Kirche und Hotel. Es ist etwa 5.000 Jahre alt und strömte aus dem Krater Búðaklettur, der zum Vulkansystem des Snæfellsjökull gehört.
In alten Quellen heißt das Lavafeld noch Klettshraun. Der abgerundete Krater in seiner Mitte trägt den Namen Búðaklettur. Er ist 88 m hoch. Man vermutet, dass die Lava hier geströmt ist, als der Wasserstand im Meer niedriger war als heute, so dass die Lava großenteils über trockenes Land strömte. Heute ist der Meeresstand so hoch, dass bei Sturm- und Springfluten Meerwasser in vielen Spalten und Tümpeln im Lavafeld zu sehen ist.
Es gibt etliche Einschnitte und Buchten im Lavafeld, darunter Keflavík – ein häufiger Name in Island – und Selavík. Letztere trägt ihren Namen Seehundebucht nicht zu Unrecht.
Viele Lavakanäle und -höhlen kann man in dem Lavafeld finden, darunter die größte, Búðahellir oder Klettshellir genannt. Um diese Höhle ranken sich zahlreiche Legenden, z. B. dass eine Landarbeiterin sich darin verirrt hätte und in der Surtshellir auf der Arnarvatnsheiði, ca. 200 km entfernt, wieder ans Tageslicht gekommen sei. Ein entsprungener Verbrecher sei auf der Halbinsel Reykjanes hinter Reykjavík wieder an die Oberfläche gelangt, direkter Weg ca. 150 km. Eine Katze schaffte es demnach nur bis ins etwa 5 km entfernte Búðarós. Immerhin erinnern die Geschichten verdächtig an den berühmtesten Roman über die Gegend Reise zum Mittelpunkt der Erde von Jules Verne.
Etliche Hornitos zeigen an, dass das Land wohl doch nicht ganz trocken war, als die Lava ausströmte.
Geologen schätzen das Lavafeld für sein aus drei Mineralen zusammengesetzten Gestein aus Olivin, Feldspat und Pyroxen.
Es steht seit 1977 unter Naturschutz, weist es doch außerdem eine für Island ungewöhnliche Flora, etwa 130 verschiedene Pflanzenarten, auf, darunter 16 Farnarten.